# Stiftsschule Einsiedeln
Die Stiftsschule Einsiedeln ist eine private, kantonale und eidgenössisch anerkannte Maturitätsschule in Einsiedeln. Trägerschaft ist dabei das Benediktinerkloster Einsiedeln.
Rund 400 Schülerinnen und Schüler besuchen die Schule, die von etwa 50 Lehrpersonen unterrichtet werden. Darunter befinden sich auch fünf Patres.

## Geschichte

Schulgang der Stiftsschule Einsiedeln

Die Geschichte der Schule reicht bis ins 10. Jahrhundert zurück. Die Klosterschule sollte den eigenen Nachwuchs sowie die Söhne der regionalen Oberschicht ausbilden und umfasste Fächer wie alte Sprachen, Philosophie, Redekunst und Gesang.
Zu einem vollumfänglichen Gymnasium wuchs die Stiftsschule nach dem Sonderbundskrieg um 1848 heran, als die Benediktiner und Kapuziner das Mittelschulwesen der katholischen Schweiz nach der Vertreibung der Jesuiten grösstenteils übernahmen. 1872 erhielt das Gymnasium die eidgenössische Anerkennung.
Um das Niveau des Unterrichts zu steigern, wurden Mönche fortan auswärts für eine professionelle Lehrtätigkeit ausgebildet. Der damit verbundene Erfolg zeigte sich auch am Interesse an der Schule, das die Schülerzahlen über die Jahre stetig steigen liess. Einsiedeln wurde dabei zu einem beliebten Internat gerade auch für die Katholiken in den Diasporagebieten, die während des Kulturkampfes (Stichwort „katholisches Milieu“) ihre Söhne nicht auf liberale Kantonsschulen, sondern in eine katholische Schule schicken wollten. Bereits 1850 stieg so die Zahl der Schüler auf rund 160, 1855 auf 200, 1883 auf 250, 1913 auf 300 und 1935 gar auf 330 an.
Bis Mitte des 20. Jahrhunderts waren die räumlichen Bedingungen der Internen beengt, aus denen die Schule vornehmlich bestand.
Die Schüler der ersten beiden Klassen schliefen in Schlafsälen mit bis zu dreissig Betten, während die Älteren Einzelzellen beziehen durften, die jedoch äusserst klein, ohne fliessendes Wasser und nach oben hin offen waren. Ohnehin durfte man sich nur zum Schlafen und nach dem Mittagessen in ihnen aufhalten. Dies änderte sich mit der Zeit, wie auch im Unterricht immer mehr moderne pädagogische Formen Einzug hielten.
Seit 1970 besuchen auch Mädchen als Schülerinnen die Schule, wobei zu beachten ist, dass zu dieser Zeit im äusseren Kantonsteil des Standes Schwyz Mädchen keinen Zugang zu höheren Lehranstalten hatten, mit Ausnahme von Ingenbohl, wo solche als interne Schülerinnen aufgenommen wurden.
Heutzutage wird das Gymnasium als moderne Tagesschule geführt und bietet mehr als 50 Schülerinnen und Schülern die Möglichkeit, die ganze Woche über im Internat zu leben.
Die Zahl der Internatsschüler war gegen Ende des 20. Jahrhunderts stetig gesunken, sodass das Internat mit Ablauf des Schuljahres 2001/02 aufgrund mangelnder Nachfrage geschlossen werden musste. 2007 wurde das Angebot wieder aufgenommen und hat heute seine Kapazitätsgrenzen beinahe erreicht.

## Grundhaltungen
Das Leitbild der Stiftsschule ist von der benediktinischen Tradition geprägt. Laut dem aktuellen Abt des Klosters Einsiedeln zeigt sich dies in der „möglichst ganzheitlichen humanistischen Bildung, zu der wesentlich auch die musische Dimension gehört“. Somit soll die Stiftsschule eine Alternative zum bestehenden Schulangebot bieten. Als wichtige Grundhaltungen, die den jungen Menschen vermittelt werden sollten, wurden folgende definiert: Verantwortung, Disziplin, Liebe, Neugier, Wahrhaftigkeit und mutiges Handeln. Damit soll ausgedrückt werden, dass man den Schülerinnen und Schülern mehr ins Leben mitgeben möchte als reines Wissen.
Das Motto der Schule lautet „toto corde, tota anima, tota virtute“ – „Von ganzem Herzen, mit ganzer Seele und mit ganzer Kraft“.

## Spezifika
Charakteristische Spezifika der Stiftsschule sind die Verortung in einer über tausendjährigen Bildungstradition, die Situierung in einem barocken Klostergebäude sowie die benediktinische Prägung durch die Trägerschaft, welche auch eine Offenheit für Andersdenkende einschliesst. Ein Alleinstellungsmerkmal der humanistisch geprägten Einrichtung ist des Weiteren das Lateinobligatorium für alle und die Möglichkeit, Altgriechisch als Schwerpunktfach zu wählen. Weitere vier Schwerpunktfächer sind Englisch, Italienisch, Biologie und Chemie sowie Physik und Anwendungen der Mathematik. Seit jeher prägt auch ein reges Vereinsleben die Stiftsschule.

## Bekannte Schüler
Diverse bekannte Persönlichkeiten besuchten die Stiftsschule Einsiedeln. Eine Auswahl findet sich hier:
- Abgottspon, Franziskus[7] (* 1941), Theater-Regisseur
- Bannwart, Roman (1919–2010), Theologe, Priester und Musiker
- Battaglia, Johannes Fidelis (1829–1913)
- Benziger, Alois Maria (1864–1942), Bischof
- Bingisser, Oscar (* 1958), Regisseur/Schauspieler/Autor
- Bonvin, Roger (1907–1982), Schweizer Bundesrat
- Büchel, Markus (* 1949), Bischof
- Celio, Enrico (1889–1980), Schweizer Bundesrat
- Etter, Philipp (1891–1977), Schweizer Bundesrat
- Fäh, Beat (* 1952), Regisseur, Schauspieler und Autor
- Federer, Urban (* 1968), Abt des Klosters Einsiedeln
- Georgiadis, Nico (* 1996), Schachspieler
- Gut, Benno (1897–1970), Einsiedler Benediktiner und Kardinal
- Hürlimann, Hans (1918–1994), Schweizer Bundesrat
- Lang, Josef Bernhard[8] (1881–1945), Psychiater (u. a. von Hermann Hesse)
- Iten, Meinrad (1867–1932), Maler
- Küttel, Andreas (* 1979), Skispringer
- Mäder, Otmar (1921–2003), Bischof
- Malär, Delio (* 1992), Theater- und Filmschauspieler, Musiker und Autor
- Morard, Paul (1879–1930), Schweizer Jurist und Politiker
- Nigg, Benno M. (* 1938), Sportwissenschaftler und Biomechaniker
- Giovanni Battista Pioda (1808–1882), Schweizer Bundesrat
- Reuteler, Fabienne (* 1979), Profisnowboarderin
- Taubman, Anatole (* 1970), Schauspieler
- Willi, Kaspar (1823–1879), Bischof
- Thalmann, Anton[9] (* 1948), Botschafter

## Schulleitung

Die Klausur grenzt direkt an die Stiftsschule an.

Das Kloster Einsiedeln bildet die Trägerschaft der Stiftsschule Einsiedeln. Die Benediktinerabtei bestimmt damit die Grundausrichtung, die strategischen Entwicklungen und die Gesamtfinanzierung der Schule. So ernennt beispielsweise letztlich auch der Abt den Rektor.
Die Schulleitung bildet:
- Prof. Dr. Sebastian Lamm (Rektor)
- Martin Geiger (Prorektor)

Der Schulrat, welche die strategische Ausrichtung der Schule bestimmt, besteht aus folgenden Personen:
- Dr. Oliver Banz (Präsident)
- Dr. Anita Buchli
- P. Dr. Thomas Fässler OSB
- Prof. Dr. Reto Föllmi
- Dr. Giovanni Netzer
- Prof. Dr. Sebastian Lamm, Rektor